# Nicole Passonno Stott
Nicole Marie Passonno Stott (* 19. November 1962 als Nicole Marie Passonno in Albany, New York, USA) ist eine ehemalige Astronautin der US-amerikanischen Raumfahrtbehörde NASA.

## Ausbildung
Stott beendete 1980 die Clearwater High School in Clearwater (Florida). Von der Embry-Riddle Aeronautical University erhielt sie 1987 ihren Bachelor in Luftfahrttechnik. 1992 erhielt sie ihren Master von der University of Central Florida als Wirtschaftsingenieur.
Stott arbeitete ab 1987 für Pratt and Whitney Government Engines in West Palm Beach (Florida). Ab 1988 arbeitete sie als Ingenieur im Kennedy Space Center in der Orbiter Processing Facility (OPF) und wurde nach sechs Monaten dem Direktor für die Vorbereitung der Raumfähren zugeordnet.
1998 kam sie zur NASA Aircraft Operations Division des Johnson Space Centers und arbeitete dort als Ingenieur für Flugsimulation mit dem Shuttle Training Aircraft (STA). Das STA ist ein Gulfstream-II-Jet, der so modifiziert wurde, dass seine Flugeigenschaften sowie dessen Bedienung denen eines Space Shuttles bei der Landung ähnlich sind.

## Astronautentätigkeit

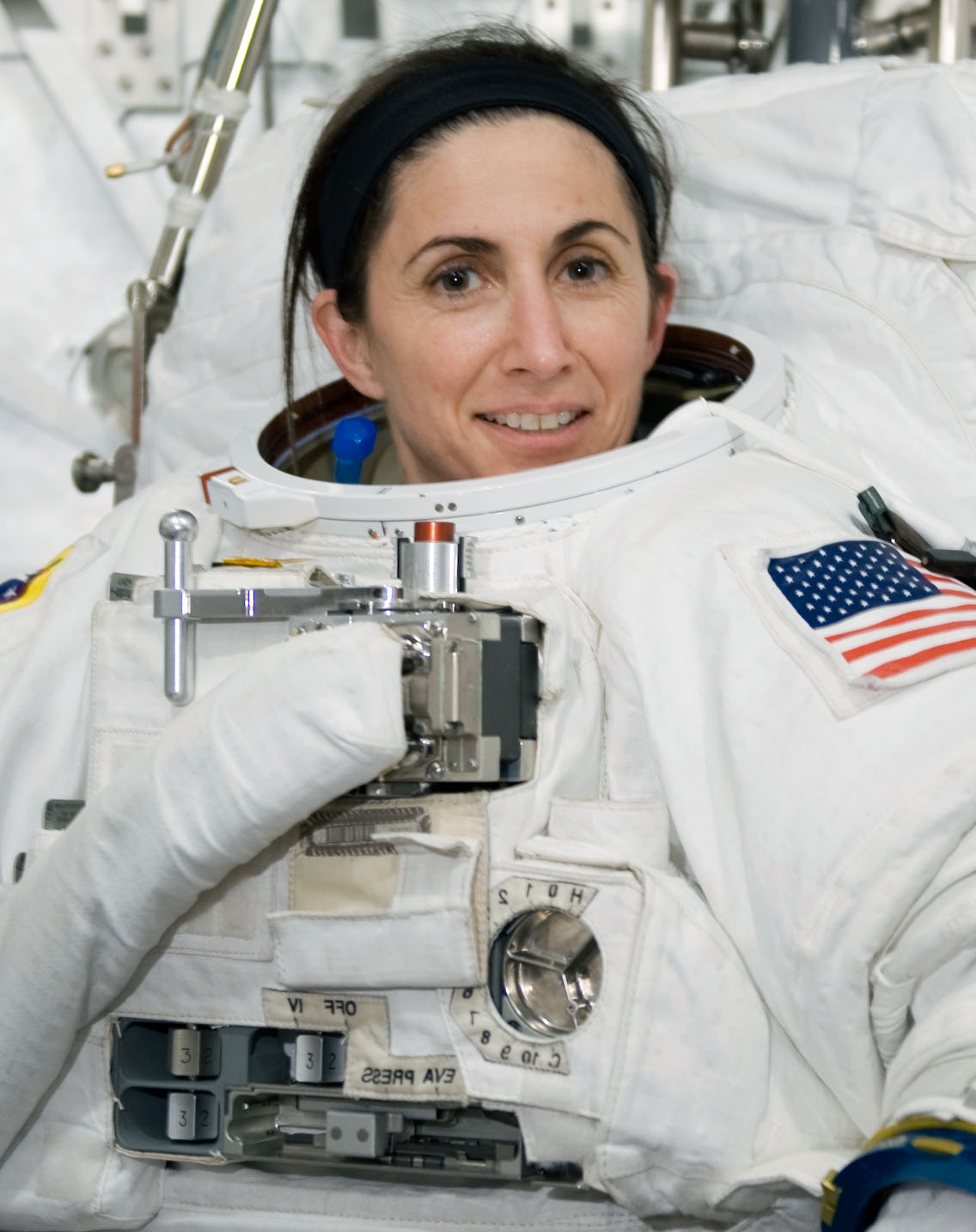
Nicole Stott in einem EMU-Raumanzug

Stott wurde im Juli 2000 von der NASA als Astronautenkandidatin vorgestellt. Ihre Ausbildung zur Missionsspezialistin dauerte zwei Jahre und war im Sommer 2002 beendet.
Im April 2006 war sie ein Besatzungsmitglied der NEEMO-9-Mission, einem Unterseeforschungshabitat der National Oceanic and Atmospheric Administration (NOAA) vor der Küste Floridas, in dem sie 18 Tage arbeitete.

### ISS-Expeditionen 20 und 21
Stott gehörte den Expeditionen 20 und 21 der Internationalen Raumstation an. Ihr Start hierfür war am 29. August 2009 mit STS-128. Stott war das letzte ISS-Besatzungsmitglied, das mit einem Space Shuttle startete. Die Landung war zuerst mit dem Sojus-Raumschiff Sojus TMA-15 geplant, wurde dann aber auf STS-129 verschoben und fand am 27. November 2009 statt.

### STS-133
Am 18. September 2009 wurde Stott als Missionsspezialistin für die Mission STS-133 zur ISS nominiert. Der Flug war der letzte des Orbiters Discovery und dauerte vom 24. Februar bis zum 9. März 2011.
Am 5. Juni 2015 teilte die NASA mit, dass Stott die Behörde zum 31. Mai 2015 verlassen habe.

### Privates
Nicole Stott ist verheiratet und hat einen Sohn.
Seitdem sie nicht mehr für die NASA arbeitet, beschäftigt sie sich damit, Bilder, die sie im Weltall aufgenommen hat, künstlerisch zu bearbeiten.